# احمد ساری
احمد ساری (انگلیسی: Ahmed Sary؛ زادهٔ ۲۰ اوت ۱۹۶۸) بازیکن سابق و مربی فوتبال اهل مصر بود.
از باشگاه‌هایی که در آن بازی کرده‌است می‌توان به باشگاه فوتبال المپیک مصر، باشگاه ورزشی الاهلی، و باشگاه فوتبال الاتحاد اسکندریه اشاره کرد.
وی همچنین در تیم ملی فوتبال مصر بازی کرده‌است.